# Езник (Петросян)
Езник (в миру Самвел Джанибекович Петросян род. 19 января 1955, Тбилиси, СССР) — архиепископ Армянской апостольской церкви. Председатель Отдела внешних церковных сношений ААЦ. Член Верховного Духовного Совета ААЦ. Доктор богословия. Специалист в области Древневосточных правосланых (Нехалкидонских) церквей, историк армянской церкви

## Биография

### Детство и юность
Езник Петросян, в миру Самвел, родился 19 января  1955 году в Тбилиси. В семье Джанибека и Офелии Петросян. Вскоре после рождения его семья переехала в Ереван, где он учился в школах № 54 и 82. В возрасте 12 лет Езник поступил в начальный класс Эчмиадзинской духовной семинарии «Геворгян», в которой учится с 1967 по 1972 год. Будучи семинаристом публиковал свои работы в ежемесячном студенческом вестнике семинарии «Татев». В 1972 году был рукоположен в сан дьякона епископом Усиком Сатуряном, став членом братства Святого Эчимиадзина.

### Религиозная деятельность

#### Начало религиозной деятельности
В 1973 году, был рукоположен в священники архиепископом Симоном Манукяном, получив при этом имя имя Езник. После своего рукоположения, служил секретарем ежемесячно издаваемого журнала «Эчмиадзин». В 1975 году успешно представил и защитил диссертацию на тему «Литературно-богословское наследие Мовсеса Ерзнкаци», после чего, в Эчимиадзинском монастыре архиепископом Усиком Сатуряном был рукоположен в сан архимандрита (вардапета). В 1976—1981 годах учился на богословский факультет Афинского национального университета, где в 1978 году защитил докторскую диссертацию по теме «Отношение Армянской Церкви к святым образам» получив степень доктора богословия. После возвращения в Эчимиадзин, служил до 1989 года деканом духовной семинарии «Геворгян», в которой читал лекции по патристики, введению в Новый Завет, и истории Армянской Апостольской Церкви. Совмещая службу и образование, будучи деканом, в 1987 году в Афинском университете защитил докторскую диссертацию по богословию на тему «Отношение Армянской Церкви к святым образам». После защиты был назначен в качестве настоятеля в Ахпатский монастырь, где служил вплоть до 1991 года. Во время своей службы в Ахпате преподавал историю Армянской церкви в школах района, а также писал статьи в местном церковном журнале «Календарь монастыря Ахпат».

#### Епархия Юга России
В 1991 году Езник Петросян был назначен католикосом Вазгеном I на должность главного викария епархии на Северном Кавказе. Оставаясь в этой должности до 1996 года, где он, в епархии Юга России, основал более 20 приходов, и построил 14 церквей и часовен. Им были основаны местные церковные журналы «Наша Церковь» (г. Краснодар) и «Хачкар» (г. Пятигорск), помимо этого при его участии издавались молитвенники, календари и другая религиозная литература. В это же время Езник Петросян, успешно защитил диссертацию на соискание сана Цайрагуйн Вардапета (Протоархимандрита) на тему «Христология Армянской Церкви», после чего получил звание архимандрита.
13 января 1997 года указом католикоса всех армян Гарегина I была восстановлена Епархия Юга России ААЦ. Главой воссозданной структуры был назначен доктор богословия, Верховный Архимандрит Езник Петросян, который в том же году, 15 июня, был рукоположен в епископы. По инициативе епископа Езника в марте 1999 года было объявлено о решении организовать в Армавирской церкви Святого Успения вторую епархиальную канцелярию, и сделать из неё кафедральный собор. В феврале 2000 года, на общем собрании армянской Епархии Юга России, проходившем в Кисловодске, епископ Езник был избран почетным членом епархии Юга России и награждён епархиальным орденом св. Варфоломея и Фаддея I степени.

#### Дальнейшая служба
После службы в России Езник Петросян, был назначен руководителем отдела внешних церковных сношений Армянской Апостольской Церкви и продолжил служение в Святом Эчмиадзине. Помимо этого, в октябре 2000 года Езник Петросян вошел в обновленный, армянским католикосом, состав Верховного Духовного Совета ААЦ.
В 2006 году епископ Езник был возведен в сан архиепископа.

## Участие в конференциях и межцерковных диалогах
Начиная с 1983 года Езник Петросян участвовал межцерковных диалогах. В 1983 году был делегатом Армянской Церкви на 6-м съезде генеральной ассамблеи Всемирного Совета Церквей в Ванкувере. С 1984 по 1990 год являлся членом «Программы духовного образования» комиссии Всемирного Совета Церквей. В 2001 по 2003 год входил в состав комитета ассамблеи Конференции европейских церквей, на съезде которой в Тронхейме в 2003 году присутствовал в качестве делегата Армянской Церкви. Являлся постоянным представителем армянской церкви во Всемирном Совете Церквей и на Конференции европейских церквей, кроме этого был членом группы межцерковного диалога. С 2001 года в качестве представителя армянской церкви участвует в Международной комиссии англикано-восточно православного диалога. Состоит в Исполнительном комитете Межрелигиозного совета СНГ. От лица ААЦ участвует в самых разнообразных международных и Вселенских симпозиумах и конференциях.

## Научная деятельность
Архиепископ Езник Петросян опубликовал более 20 книг на армянском, английском, русском и греческом языках, помимо этого им было написано множество научных статей. С 1985 по 1990 год, занимался переводом Библии на современный армянский язык.

### Труды
- The Development of the Law of the Armenian Apostolic Church during the 19th and 20th Century (2012) (Society for the Law of the Eastern Churches)
- Саркис Кунд XII век: Толкование евангелия Луки. (Sargis Kund XII Cent: Commentary on the gospel of Luke) (2005)
- La Chiesa Armena Apostolica dalla metà del Quattrocento agli inizi del XX secolo (Storia religiosa dell'Armenia: una cristianità di frontiera tra fedeltà al passato e sfide del presente)(2010)
- Armenian-Latin church relations during the 12th-14th centuries (2003)
- Bibliography of Armenian Biblical Commentaries (2002)
- Энциклопедический словарь святых, почитаемых ААЦ (2001 г.)
- Латинские Святые в Синаксаре Армянской Церкви (Latin Saints in the Synaxaries of Armenian Church) (2001 г.)
- Армянская Апостольская Святая Церковь (Эчмиадзин, 1996, 2001, Краснодар 1998, английское издание 2001, немецкое Hanover 2002)
- Церковный календарь (по старому стилью) с краткими жизнеописаниями святых (1998)
- Отцы церкви (в англ. издании Patrology) (1996)
- Праздники посвященные пресвятой Богородице (1996)
- Святые Армянской Церкви. Мученики (1996)
- Христология Армянской Церкви (1995)
- Отношение Армянской Церкви к святым образам (1987)
- Степени архимандритства в истории Армянской церкви (1987)
- Литературно-богословское наследие Мовсеса Ерзнкаци (1975)
- Святые воссиявшие на земле Армянской (1975)

### Отзывы
Немецкий учёный, научный сотрудник кафедры религии и политики Вестфальского университета доктор Арутюн Арутюнян:

Епископ Езник Петросян, в настоящее время самый известный специалист
в области истории церкви

## Достижения
- доктор богословия (1978)
- почетный член епархии Юга России

## Награды
- Медаль «За заслуги перед Отечеством» II степени (28 декабря 2015) — за значительный вклад в организацию и проведение мероприятий, посвящённых 100-летию Геноцида армян[7]
- Орден св. Варфоломея и Фаддея I степени
- Орден святого благоверного князя Даниила Московского III степени (1995)